# Talpas gőte
A talpas gőte (Lissotriton helveticus) a kétéltűek (Amphibia) osztályának farkos kétéltűek (Caudata) rendjébe, ezen belül a szalamandrafélék (Salamandridae) családjába tartozó faj.

## Előfordulása
A talpas gőte hazája Spanyolország északi része, Franciaország, Anglia, Belgium, Hollandia, Németország nyugati része és Svájc. Elterjedésének középpontja, mint látszik, Franciaország.

## Alfajai
- Lissotriton helveticus alonsoi (López-Seoane, 1885)
- Lissotriton helveticus helveticus (Razoumovsky, 1789)
- Lissotriton helveticus punctillatus (Schmidtler, 1970)

## Megjelenése

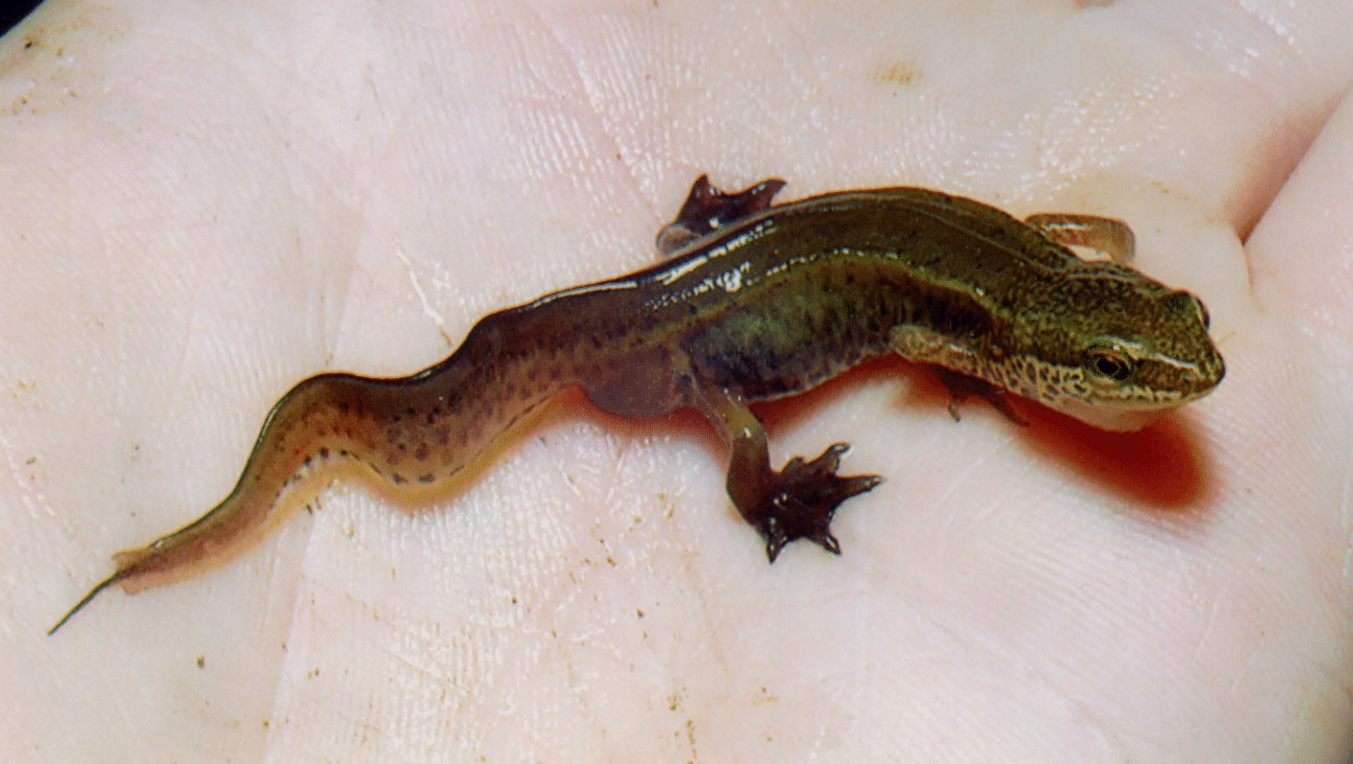
Hím

A talpas gőte nagyságra körülbelül akkora, mint a pettyes gőte (Lissotriton vulgaris), 8–8,5 centiméter hosszú, karcsú termetű, halántékíve csontos, háttaraja nagyon alacsony, torka nem színezett, a hím lábujjait úszóhártya köti össze, hátgerince két oldalán egy-egy hosszanti él fut végig, úgyhogy a törzs keresztmetszete ötélűnek látszik. Farka lecsapott végéből különféle hosszúságú, fonálszerű csúcs nyúlik ki. A hátoldal alapszíne többé-kevésbé sárgába hajló olajbarna gyenge aranyos csillogással, a háton sötéten foltozott, a fejen sávos; hasoldala halvány narancssárga kevés folttal.
A nászruhás hím hátán taraj helyett egy él vagy léc emelkedik ki, amely a farkon felső vitorlává alakul át; egyidejűleg a hátulsó lábak ujjai közt teljes úszóhártya alakul ki, s végül a fej és a hát alapszíne az oldalélekig, valamint a farok hátszegélyének a színe is olajbarnába, a fej, a törzs és a farok oldalai pedig fémfényben csillogó sárgába mennek át, míg a törzs hasoldala fényes fehéres lesz; a has középvonalában narancssárga sáv fut végig. Az alapszínt tarkázó sötétebb foltok a fejet díszesen márványozottá teszik, ugyancsak márványozottak a végtagok is, apró foltosak vagy egészen feketék. A hátat és az oldalakat számos szabálytalan folt tarkázza. A torok nem színeződött, a has nem vagy alig feketén foltos, a farok sötét foltjai egy felső és egy alsó sorba rendeződtek s köztük egy kékes csillogású hosszanti csík fut végig. A nászruhás nőstény farka alacsony, hátulsó lábujjai közt nincs úszóhártya és színezete egyhangúbb, ellenben a sötétebb alapszín tovább terjed az oldalakon és kisebb foltjai kevésbé élesen emelkednek ki. Csak a hasoldala élénkebb színű, mint a hímé, mert annak narancssárga színe a farok alsó éle mentén ennek utolsó harmadáig ér.

## Életmódja
A talpas gőte biotópjának megválasztásában igen sokoldalú. Növényekkel dúsan vagy mérsékelten benőtt helyek egyformán megfelelnek a számára. A sík-, dombvidékeken és a hegységekben egyaránt elterjedt. Többnyire 1400 méter magasságig hatol fel, néhol 2000 méter tengerszint feletti magasságban is megtaláljuk.